# جوانک مبارز
جوانک مبارز (انگلیسی: The Fighting Dude) یک فیلم کوتاه کمدی به کارگردان راسکو آرباکل است که در سال ۱۹۲۵ منتشر شد.

## گزیدهٔ بازیگران
- لوپینو لین
- ویرجینیا وَنس
- والاس لوپینو
- گلن کاوندر
- جرج دیویس
- دیک ساترلند